# ハビ・モレノ
ハビエル・モレノ・バレラ（Javier Moreno Valera、1974年9月10日 - ）は、スペイン・シージャ出身の元サッカー選手、現サッカー指導者。ポジションはフォワード。現在はセグンダ・ディビシオンRFEFのCFバダロナの監督を務める。

## クラブ経歴
FCバルセロナのカンテラ出身だったが、トップチームデビューは叶わず、1996年にセグンダ・ディビシオンBのコルドバCFへと移籍した。しかし。コルドバではリーグ戦でゴールを挙げられず、わずか半年でクラブを退団した。
転機となったのは1998年に移籍したデポルティーボ・アラベスだった。加入1シーズン目は結果を残せなかったが、1998-99シーズンにセグンダ・ディビシオンのCDヌマンシアへとレンタル移籍すると、リーグ戦で18ゴールを挙げ、クラブのプリメーラ昇格に大きく貢献した。翌1999-00シーズンはプリメーラに復帰したアラベスに戻りレギュラーとして活躍。リーグ戦37試合で7ゴールを記録した。2000-01シーズン、シーズン開幕戦のUDラス・パルマス戦にて2ゴールを決めると、そこから得点を量産し、シーズン通算22ゴールを挙げた。得点王はレアル・マドリード所属のラウールが残した24ゴールに奪われたものの、スモールクラブで22ゴールを叩き出した活躍は高評価を受けた。また、このシーズンに出場したUEFAカップでは、モレノの活躍もあり、クラブの歴史上初となる欧州カップ戦決勝に進出した。決勝の相手はリヴァプールFCであり、4-5と敗戦したが、熱戦が繰り広げられたこの試合でモレノは2ゴールを決めた。この活躍により、スペイン代表からも招集を受け、シーズン終了後にはACミランへの移籍も決まった。
ACミランでは、アラベス時代の得点感覚を披露できず、シーズンたった2ゴールという結果になった。この2001-02シーズン終了後、母国アトレティコ・マドリードへの移籍が発表された。アトレティコ・マドリードでも期待以上の結果は出せずに契約満了を迎え、2005年に古巣コルドバCFへ復帰した。当時、セグンダBに在籍していたコルドバだったが、ここでモレノはアラベス時代の得点能力を取り戻し、セグンダB1年目は17ゴール、2年目には24ゴールを挙げてクラブをセグンダ昇格に導いた。しかし、コルドバがセグンダに昇格すると、出場機会が減少。2008年にコルドバを退団した。コルドバを去って以降は、セグンダBのクラブに所属し、2010年に現役を引退した。キャリア通算ゴール数は146ゴールだった。

## 代表経歴
スペイン代表通算5キャップ1ゴール。2001年2月28日、イングランド代表との親善試合にてフル代表デビューを果たしたが、この試合には0-3と完敗し、一矢報いるチャンスだったPKをモレノは決め損なった。